# Jaskinia zapomnianych snów
Jaskinia zapomnianych snów (ang. Cave of Forgotten Dreams) – film dokumentalny wykonany w technologii 3D, wyreżyserowany przez Wernera Herzoga, opowiadający o jaskini Chauveta w południowej Francji, w której latem 1994 roku odkryto prehistoryczne malowidła sprzed ponad 30 tys. lat.
Film zawiera materiał dokumentalny z wnętrza jaskini, prezentujący tamtejsze malunki, odciski ludzkich dłoni i rzeźby. Na temat jaskini wypowiadają się także historycy i naukowcy.
Światowa premiera miała miejsce podczas 35. edycji festiwalu filmowego w Toronto. 25 marca 2011 roku film został wprowadzony do kin w Wielkiej Brytanii, a 29 kwietnia 2011 roku trafił do kin w USA.